# Duché d'Urbin
1213-–1631
Entités précédentes :
- Exarchat de Ravenne

Entités suivantes :
- États pontificaux

Le duché d'Urbin ou duché d'Urbino (en italien : Ducato di Urbino), petit État italien, est situé entre la Romagne au nord, la marche d'Ancône au sud, la mer Adriatique à l'est et a pour capitale Urbino et pour autres villes Pesaro, Senigallia, Fossombrone, Urbania, Gubbio, Pergola, Macerata et Fano.

## Histoire
D'abord comté en 1213, il est réduit à la seule ville d'Urbino, avant de s'agrandir au XIVe siècle. En 1403, Guidantonio da Montefeltro obtient la seigneurie d'Urbino du pape Boniface IX moyennant la somme de 12 000 florins d'or, avec survivance jusqu'à la troisième génération. En avril 1443, le pape Eugène IV élève son fils Oddantonio II de Montefeltro au rang de duc d'Urbino, puis en 1474, la succession au titre de duc d'Urbino est confirmée au fils bâtard de Guidantonio, Frédéric III de Montefeltro, par extension du titre à l'enfant illégitime, accordé par le pape Sixte IV (ce dernier marie son neveu, Jean della Rovere, à la fille de Frédéric III, Jeanne). Le duché, envahi par César Borgia en 1502, passe aux mains de la famille Della Rovere en 1508, de Laurent II de Médicis en 1516, du pape Léon X, en 1519, revient en possession des Della Rovere en 1521, pour finalement être incorporé aux États pontificaux en 1631. Le duché devient, sous l'autorité des princes Della Rovere, un centre militaire et scientifique majeur dans l'Italie de la Renaissance. 

## Érudits urbinati
- Polydore Virgile.
- Federico Commandino.
- Bernardino Baldi.
- Guidobaldo del Monte.
- Raffaello Sanzio (Santi)
- Donato Bramante